# ジャーマン・スタンピード・レスリング
ジャーマン・スタンピード・レスリング（German Stampede Wrestling、略称：GSW）は、ドイツのノルトライン＝ヴェストファーレン州ケルンを拠点としていたプロレス団体。

## 歴史
2001年、設立して旗揚げ戦を開催。
2000年代後半に至るまでプロモーター兼レフェリーのアレクサンダー・エルフェン、プロモーター兼スポーツ解説者のインゴ・フォーレンベルクが共同主宰していた。
ドイツ出身選手のみならずアメリカからの様々な選手の参戦も見られて「インターナショナル・インパクト」や「ナイト・イン・モーション」などと題した大会を目玉としていた。
地元ケルンを始めマールブルク、オーバーハウゼン、ギーセン、マンハイム、ミヒェルシュタットなどといった西部から南部に掛けての地域を興行の主舞台としたものの、時には北部のハンブルクや国境を越えて隣国のオランダにまで遠征したこともあった。
インターネットを有効活用しつつ熱心なファン層を抱えながらに興行を継続していた。
2010年、活動停止。

## タイトル
- GSW世界ヘビー級王座[3]（2004年3月6日 - 2010年4月10日[4]）
- GSWブレイクスルー王座[3]（2002年8月3日 - 2010年4月11日[5]）
- GSWタッグ王座[3]（2003年3月29日 - 2010年4月11日[6]）
- GSW女子王座[3]（2007年3月17日 - 2008年12月13日[7]）